# Miss Mystery
〈Miss Mystery〉는 브레이커즈의 12번째 싱글이다. 2012년 1월 25일에 제인 레코드에서 발매됐다.

## 개요
- 《명탐정 코난》에 있어서는 〈Everlasting Luv〉 이래로 2년 9개월 만에 여는 곡으로 사용되고 있다.
- 초회반A에는 표제곡의 프로모션 비디오를 초회반B는 자신의 기획 〈Mr.Mystery는 누구야?수수께끼 왕결정전!〉을 수록.

## 수록곡
1. Miss Mystery
  - 작사 · 작곡: 다이고, 편곡: 브레이커즈
2. Mr. Yes man
  - 작사: 다이고, 작곡: 신페이, 편곡: 브레이커즈
3. 세계는 춤춘다 (Acoustic Version)(世界は踊る (Acoustic Version)
  - 작사 · 작곡: 아키히데, 편곡: 브레이커즈

두 번째 싱글 〈세계는 춤춘다/작열〉의 첫 번째 곡의 어쿠스틱 버전.

## 특전 DVD

### 초회한정반A
〈Miss Mystery〉 Music Clip＋Music Clip Off Shot

### 초회한정반B
브레이커즈에거 해산의 위험!?전대미문의 수수께끼 배틀 발발!!
〈Mr.Mystery는 누구야? 수수께끼 왕결정전 ( Mr.Mysteryは誰だ?なぞなぞ王決定戦!)〉

## 타이업
- ytv제작 닛폰 TV계 애니메이션 《명탐정 코난》 여는 곡 (#1)

| TV 애니메이션 《명탐정 코난》 여는 곡 2012년 1월 7일 (642화) ~ 2012년 7월 28일 (666화) |                             |                                                          |
| 이전 곡: 가넷 크로우 〈Misty Mystery〉                                                 | 브레이커즈 〈Miss Mystery〉 | 다음 곡: 나츠이로 〈그대의 눈물에 이렇게 사랑하고 있어〉 |